# Verena Schweers
Verena Schweers, nata Faißt (Ettenheim, 22 maggio 1989), è un'ex calciatrice tedesca, di ruolo difensore.

## Palmarès

### Club

#### Titoli nazionali
- Campionato tedesco: 2

Wolfsburg: 2012-2013, 2013-2014
- Coppa di Germania: 2

Wolfsburg: 2012-2013, 2014-2015

#### Titoli internazionali
- UEFA Women's Champions League: 2

Wolfsburg: 2012-2013, 2013-2014